# Rue Édouard-Mignot
La rue Édouard-Mignot est une rue du quartier Clairmarais de Reims, en France. Elle relie la rue des Romains à la rue de Courcelles.

## Historique
Elle porte ce nom depuis 1950 en remplacement de la rue de Vernouillet, elle doit son nom à M. Mignot, industriel. Édouard Mignot était né à Soissons en 1867, il fut le fondateur des Comptoirs français, société succursaliste, il décédait à Paris en 1949.

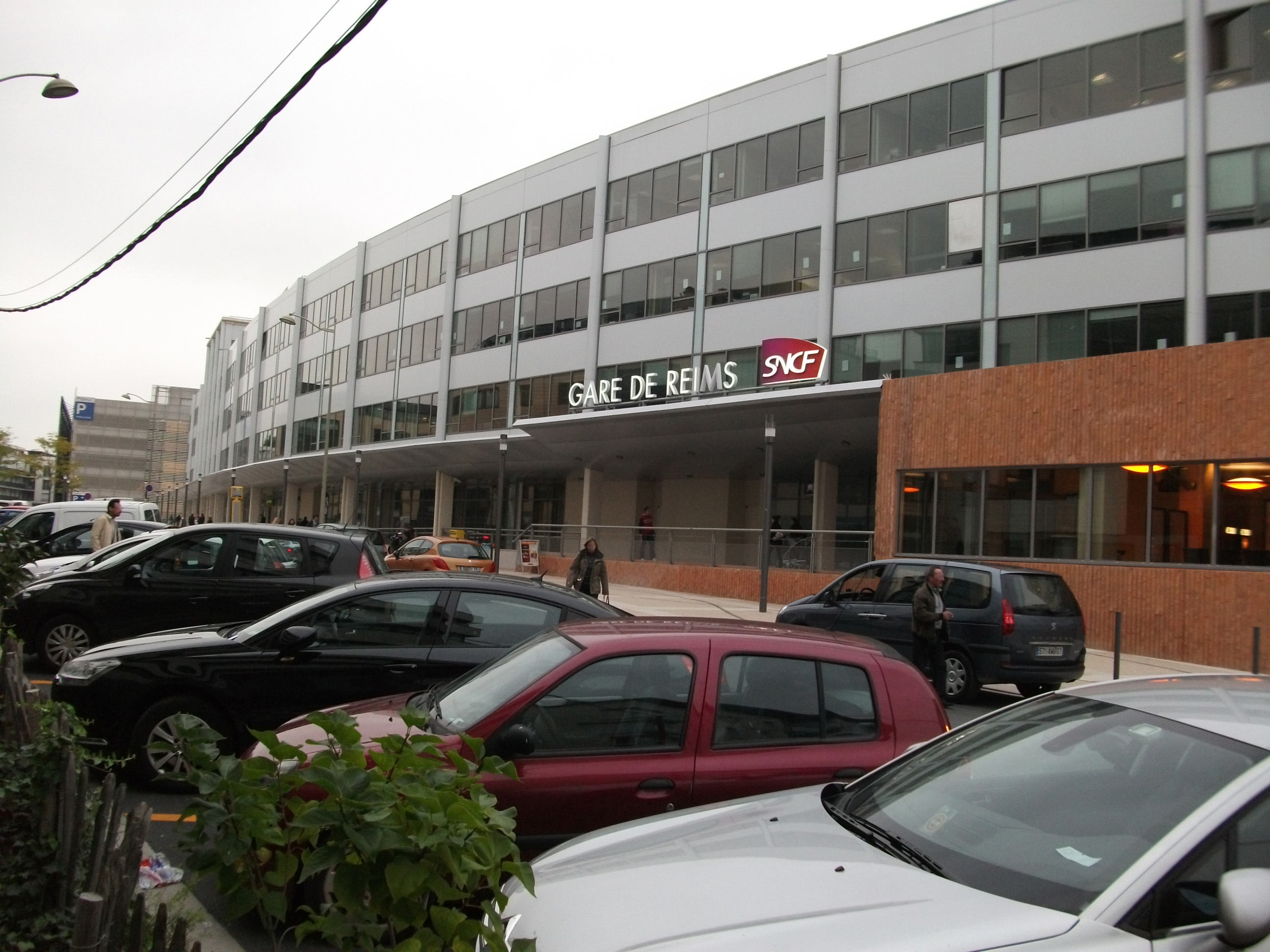
Sortie Clairmarais.

## Bâtiments et lieux remarquables
- La gare de Reims avec sa sortie Clairmarais.
- Au n°5 : ancienne maison patronale de la Société d'éclairage et de chauffage par le gaz de la ville de Reims[1].